# Bas les pattes !
Bas les pattes !  est le 12e roman de la série San-Antonio, écrit par Frédéric Dard sous le nom de plume de San-Antonio, publié en septembre 1954.
Le roman évoque les aventures du commissaire San-Antonio, envoyé à Chicago pour aider la police américaine à arrêter un tueur en série.

## Résumé
Le roman est composé de 18 chapitres et d'un épilogue de deux pages.

### Première partie:«Les mecs de Chicago parlent français»
Chapitres 1 à 9.
La police de Chicago est aux prises avec des meurtres en série de taxi-girls. On a retrouvé dans les mains des jeunes femmes assassinées un billet sur lequel il est écrit « Le Français », d'une écriture que les graphologues jugent effectivement française. Comme l'enquête piétine et que la presse s'impatiente, on fait appel à la police française, en la personne de San-Antonio, dans l'espoir que celui-ci comprendra mieux la « psychologie » du tueur et pourra ainsi l'épingler.
San-Antonio débarque seul à « Chicago, patrie des gangsters », sans connaître un mot d'anglais, ou presque.

### Seconde partie:«Les mecs d'ailleurs parlant anglais»
Chapitres 10 à 18.
Une visite chez Maresco, le riche propriétaire des boîtes de nuit dans lesquelles les victimes travaillaient, ne donne aucun résultat.
Puis San-Antonio ne tarde pas à constater que l'histoire réelle n'est pas celle qu'on lui avait présentée d'abord : le meurtre de l'une des femmes n’a pas eu lieu là où on l’a retrouvée (près d'une cabine téléphonique) mais sans doute ailleurs, son corps ayant été déplacé. Par ailleurs, l'étude des billets portant la mention « Le Français » donne à penser à San-Antonio que ces billets ont été rédigés le même jour à la suite (et non sur plusieurs semaines), ce qui signifie qu'on veut faire croire à un assassin français ou d'origine française, alors que justement l'assassin peut être n'importe qui, sauf Français.
- Dénouement

## Personnages principaux
- Personnage récurrent
  - San-Antonio : héros du roman, commissaire de police.
- Policiers américains
  - Grane : chef de police ayant fait venir San-Antonio (« [...] un homme assez bizarre, qui ressemblait à un plombier zingueur. Il était petit, lent, gris, avec un visage de clown démaquillé et des yeux épais comme de la confiture. »).
  - Cécilia : secrétaire de Grane qui la met « à sa disposition » (« Grande, mince, des jambes longues et faites au moule, des yeux bleus pailletés d'or, un nez menu, une bouche de vamp, des cheveux courts avec une frange soignée. »).
  - Stumm : policier de Chicago au service de Grane (« [...] un grand diable à la mâchoire proéminente comme un tiroir de caisse enregistreuse [...]. »).
- Autres personnages
  - Maresco : caïd d'origine italienne, très puissant dans la ville, propriétaire de bars où travaillent les taxi-girls assassinées (« [...] un vieux bonhomme aux cheveux drus, grisonnants. On voit qu'il est vieux à son visage ridé, mais, comme prestance, il se pose là! [...] Pour les fringues, c'est un Brummell! »).
  - Seruti : gérant du Cyro's, un des bars en question (« Comme sale gueule, il faut aller loin pour trouver pire ! Il est bistre, il a le regard fuyant, les pommettes saillantes et un air faux-cul vaporisé sur toute la physionomie ! »).
  - Robert Dauwel : étudiant belge que San-Antonio prend en stop et qui lui servira d'interprète à partir du milieu de l'aventure (« Il n'a pas vingt ans. Il est blond, joufflu, il a des taches de rousseur plein la trogne. »).

## Éditions
Chez l’éditeur Fleuve noir, il porte d’abord le numéro 59 de la collection « Spécial Police », puis en 1975 le numéro 51 de la collection « San-Antonio ».

## Autour du roman
- Le chapitre 1er du roman est intitulé « Après vous s'il en reste ». En 1985, Frédéric Dard sortira le roman Après vous s'il en reste, monsieur le Président.